# Les Luthiers hacen muchas gracias de nada (1980)
Les Luthiers hacen muchas gracias de nada  es el segundo video de la agrupación humorística de instrumentos informales Les Luthiers. 
Se trata de la grabación del espectáculo, realizada el día viernes 24 de octubre de 1980 en Teatro Coliseo de Buenos Aires, Argentina. Fue lanzado originariamente en video, y posteriormente en DVD.

## Contenido
- La campana suonerá
- El rey enamorado
- Sinfonía interrumpida
- La tanda
- Canción para moverse
- La gallina dijo eureka
- Trío opus 115
- Cartas de color
- Pieza en forma de tango (Tango op. 11)